# Tomek i przyjaciele: Legenda o zaginionym skarbie
Tomek i przyjaciele: Legenda o zaginionym skarbie (ang. Thomas & Friends: Sodor’s Legend of the Lost Treasure) – film pełnometrażowy serialu Tomek i przyjaciele. W Wielkiej Brytanii film animowany, niebieskiej lokomotywy. W Polsce film został również wydany na płycie DVD. Premiera filmu w Wielkiej Brytanii miała miejsce w 2015 roku, a w Polsce rok później.

## Fabuła
Pewnego słonecznego dnia Tomek wraz z Anią i Klarą pracuje na swojej linii. Nagle zauważa Bercię i postanawia się z nią ścigać. O mały włos nie zderza się z Tobikiem i Hanią. Bercia jest przekonana, że wygra, ale musi wolno jechać za powolnym Olkiem. Tomek dojeżdża na stację Ffarquhar pierwszy. Ania i Klara przypominają mu, że nie powinien się ścigać. Gdy Bercia dociera na stację, żali się Tomkowi, że przegrywa wyścigi dlatego, że często musi jechać za powolnymi maszynami budowlanymi, które pomagają w budowie nowej linii kolejowej do Harwick. Ania i Klara boją się, że po wybudowaniu nowej linii, ich linia zostanie zamknięta, ale Tomek je uspokaja.
Tymczasem Marianka jedzie na plac budowy nowej linii. Podziwia po drodze piękny las, znajdujący się przy Arlesburgh. W pewnym momencie zauważa dwie małe lokomotywy, których nigdy wcześniej nie widziała. Zagapia się i uderza w pociąg ciągnięty przez Olka i Anatola. Wagon służbowy przedstawia koparce trzy małe lokomotywy wąskotorowe, którymi okazują się Michał, Reks i Bartek. Marianka zastanawia się czy małe lokomotywy są prawdziwe. Michał zapewnia ją, że są. Opowiada jej też o swojej pracy.
Tymczasem na placu budowy, Kaczor spotyka Donalda i Darka, którzy przywieźli szyny i podkłady kolejowe niezbędne do budowy nowej linii. Jacek i Alf ciężko pracują. Wkrótce dołącza do nich spóźniony Olek.
Następnego dnia Tomek ma kłopoty z paleniskiem. Inne lokomotywy przypominają mu, że musi przygotować pociąg dla Gabrysia. Tomkowi się jednak nie spieszy. Gabryś zaczyna się niecierpliwić, a Tomek zaczyna się z nim kłócić. Przez swoją nieuwagę Tomek doprowadza do poważnego wypadku. Kilka wagonów ekspresowych wykoleja się na stacji Knapford, całkowicie paraliżując ruch.
W tym samym czasie Marianka próbuje bawić się z Donaldem, który jednak nie ma na to czasu. Podjeżdża do dużej koparki i przedstawia jej się. Gdy maszyna mówi, że ma na imię Olek, Marianka jest zdziwiona. Była przekonana, że Olek jest lokomotywą. Nie zdaje sobie sprawy, że na wyspie Sodor jest dwóch Olków, lokomotywa i koparka. Zaczyna myśleć, że Olek zamienił się w koparkę. Olek próbuje wszystko wyjaśnić, ale Marianka go nie słucha. Jest przekonana, że Olek zamienił się w koparkę przez trzy małe lokomotywy wąskotorowe, które wcześniej poznała.
Na stacji Knapford Pan Szyneczka karci Tomka za spowodowanie wypadku. Ten próbuje bezskutecznie i bezczelnie zrzucić winę na Gabrysia i Emilkę. Zawiadowca mu jednak nie wierzy. Każe Tomkowi za karę pomagać w budowie nowej linii. Gdy Tomek pyta się zawiadowcy, kto w tym czasie zajmie się jego linią, pojawia się Rysio, nowa lokomotywa. Zawiadowca wysyła przybysza do pracy na linii Tomka. Niebieska lokomotywa jest zła.
Na placu budowy trwa ciężka praca. Nagle ziemia pod torami zaczyna się zapadać. Robotnicy oznaczają flagą niebezpieczne i miejsce i zatrzymują Donalda. Robotnicy postanawiają ominąć niebezpieczne miejsce i ułożyć tory trochę dalej.
Tymczasem Tomek przyjeżdża na Węzeł w Arlesburgh. Opowiada małym lokomotywom o Rysiu i Gabrysiu. Reks, Michał i Bartek mówią mu, że duże lokomotywy zawsze uważają się za lepsze od małych. To sprawia, że Tomek zaczyna się czuć zbyt pewny siebie. Gdy wraca na plac budowy wjeżdża na niebezpieczne miejsce w wyniku czego wpada do starej groty. Zauważa tam stary statek piracki.
Na stacji Knapford Rysio pracuje z Anią i Klarą, które zastanawiają się gdzie się podziewa Tomek. Tymczasem na placu budowy Kamuś wyciąga Tomka z groty. Zawiadowca karci go za nie zwroceniu uwagi na znaki ostrzegawcze. Tomek chce mu wszystko wyjaśnić, ale ten go nie słucha. Każe Emilce zabrać go do warsztatu. Całe zdarzenie obserwuje z morza pewien tajemniczy mężczyzna.
W warsztacie Tomek żali się Wiktorowi i Kamilowi, że został zastąpiony przez Rysia. Wiktor zapewnia go, że wkrótce wróci do pracy, a Kamil przypomina mu, że on wciąż pracuje w warsztacie, mimo że ciągle ma wypadki. Nagle do warsztatu przyjeżdża Edek z informacją, że Kamuś znalazł statek piracki. Tomek jest wściekły, że jego odkrycie zostało przypisane komuś innemu. Jacek kłóci się z Donaldem i Darkiem jak statek znalazł się w jaskini. Bliźniacy są pewni, że kiedyś grota musiała być otwarta na morze. Marianka z kolei stwierdza, że skoro na wyspie znalazł się statek piracki, to w pobliżu musi być ukryty piracki skarb. Jedzie znów na węzeł w Arlesburgh.
Na wężle, Bartek i Reks, którzy nie chcą rozmawiać z gadatliwą Marianką, od razu uciekają na jej widok. Michałowi nie udaje się uciec, gdyż koparka blokuje mu tory swoją łyżką. Michałowi udaje się uciec, a Marianka utwierdza się w przekonaniu, że małe lokomotywy są magiczne. Tymczasem Donald i Darek zawożą Statek Piracki do portu w Arlesburgh. Obserwuje ich z morza ten sam mężczyzna, który wcześniej przyglądał się Tomkowi.
W nocy Henio ciągnie Latającego Piklinga. Nagle zauważa na torze dziwny biały kształt. Jest przerażony. Następnego dnia mówi o wszystkim innym lokomotywom. Sylwek opowiada swoim przyjaciołom legendę o zaginionym piracie, który ukrył swój statek oraz skarb na wyspie Sodor. Mapa do skarbu zaginęła, przez co nigdy nie został on odnaleziony. Następnie straszy, że duch pirata w nocy przemierza wyspę w poszukiwaniu swojego skarbu, ale Karolek z niego drwi. Pozostałe lokomotywy kończą rozmowę, mimo że Henio jest pewny, że widział ducha. Tymczasem Tomek w Arlesburgh zauważa wystawiony na widok publiczny statek. Złości się, gdyż to on go odnalazł, a nie Kamuś. Tajemniczy mężczyzna, który obserwował wybrzeże z morza, dostaje się na pokład statku.
Tomek wraca na plac budowy, aby uzupełnić zapas węgla. Zauważa tam Rysia. Tomek pyta się zawiadowcy czy może wrócić do pracy na swojej linii. Pan Szyneczka każe mu pojechać po kolejne materiały do budowy nowej linii. Tomek jedzie na węzeł w Arlesburgh. Z jego komina zaczyna wydobywać się czarny dym. Michał myśli, że Tomek nabrał złego węgla. Niebieska lokomotywa nabiera odpowiedniego węgla i wraca na noc na bocznicę budowlaną. Nie chce spać obok Rysia, więc decyduje się spędzić noc na pobliskiej bocznicy. W nocy budzi się i zauważa jadącą w ciemnościach po torach żaglówkę. Jedzie za nią. Dogania ją i zauważa jej właściciela. Opowiada mu o tym, jak odnalazł statek piracki, a zasługa ta została przypisana komuś innemu. Właściciel żaglówki przedstawia się jako Żeglarz Janek. Mały statek przedstawia się z kolei jako Szyper. Mówi Tomkowi, że szukają skarbu. Żeglarz proponuje lokomotywie wspólne poszukiwanie skarbu. Gdy Żeglarz szuka skarbu w jaskini, Szyper opowiada Tomkowi, że jego właściciel dorobił mu koła, aby móc szukać skarbu nie tylko na wodzie, ale także na lądzie. Żeglarz Janek znajduje w grocie mapę Zaginionego Pirata. Żeglarz i Szyper muszą pojechać po łopatę. Nie mogą jednak się ruszyć, gdyż przestał wiać wiatr. Tomek popycha ich na wybrzeże.
Następnego dnia na bocznicy Tomek specjalnie pozwala aby Rysio nabrał złego węgla. Tymczasem Marianka, która pomaga w budowie nowej linii, trafia w ziemi na coś twardego. Okazuje się, że do ukryszenia skał będzie potrzebny dynamit. W trakcie czekania na dostarczenie materiałów wybuchowych, Marianka namawia koparkę Olka, aby wypowiedział życzenie, aby znów stać się lokomotywą. Ten nie wie o co jej chodzi. Tymczasem Rysio, który przywozi ładunek dynamitu, zaczyna mieć kłopoty. Z jego komina wydobywa się ciemny dym. Iskry z jego komina powodują zapalenie się lasek dynamitu w jego wagonie. Dynamit ten ląduje w jednym z wagonów. Tomek postanawia działać. Jedzie przed siebie i wrzuca wagon z dynamitem do groty, gdzie dochodzi do wybuchu. Przyjaciele mu gratulują, ale zawiadowca nie jest zadowolony. Myśli bowiem, że Tomek chciał za pomocą dynamitu zrobić krzywdę Rysiowi, którego nie lubi. Każe mu wrócić do hangaru. Koparki próbują nadal kopać ziemię pod tory, ale bez dynamitu jest to bardzo trudne. Marianka wykopuje starą skrzynię.
Tej nocy Tomek odpoczywa na bocznicy. Zauważa Żeglarza Janka i Szypera. Jedzie za nimi i postanawia pomóc im odszukać skarb. Nigdzie jednak nie mogą go znaleźć. Żeglarz oskarża Tomka, że pierwszy odszukał skarb i go ukrył. Nagle zaczyna wschodzić słońce. Żeglarz Janek i Szyper wracają do domu, a Tomek wraca na bocznicę. Zderza się z Marianką, która upuszcza z łyżki znalezioną przez siebie skrzynię. Zawartością skrzyni okazuje się skarb. Zawiadowca jest zachwycony odkryciem Marianki i postanawia umieścić skarb w muzeum. Tomka z kolei wysyła na wysypisko śmieci.
Tomek jedzie wybrzeżem. Mija przestraszonego Henia, który twierdzi, że znów zobaczył Zaginionego Pirata. Tomek jedzie dalej i stwierdza, że duchem Henia jest Żeglarz Janek i Szyper. Żeglarz pyta się Tomka gdzie jest skarb. Ten odpowiada mu, że zawiadowca chce go umieścić w muzeum. Żeglarz zapewnia wszystkich, że skarb będzie jego. Tomek mówi mu, że skarb nie będzie jego i będzie stał w muzeum, a następnie zostawia go i Szypera. Żeglarz jest wściekły.
Tomek jedzie na stację Knapford. Podsłuchuje rozmowę zawiadowcy, z której wynika, że tej nocy skarb będzie stał w jego biurze na stacji. Lokomotywa zaczyna się martwić. Tomek jedzie na plac budowy gdzie spotyka Rysia, który znów proponuje mu przenocowanie w jego hangarze. Tomek odmawia, gdyż chce nocować na stacji Knapford aby pilnować skarbu.
Tomek śpi na bocznicy. Czeka na spotkanie z Szyperem i Żeglarzem Jankiem. Nagle żeglarz i jego łódź przyjeżdżają. Janek wysadza drzwi do biura zawiadowcy przy pomocy dynamitu i kradnie skarb. Szyper nie chce mieć udziału w kradzieży, ale nie może nic zrobić. Wybuch dynamitu budzi Tomka, który rusza w pościg za marynarzem.
Aby złapać żeglarza, Tomek musi przejechać na czerwonym świetle przez co o mały włos nie zderza się z Gabrysiem. Nagle okazuje się, że marynarz zdołał ukraść z portu także statek piracki i umieścił go na szczycie stromego wzgórza. Janek usuwa kotwicę, która zapobiegała stoczeniu się łodzi i wraz z Szyperem oraz skarbem zaczyna szybko zjeżdżać w dół. Uciekinierzy zbliżają się do węzła w Arlesburgh, gdzie stoi Rysio. Tuż za nim jedzie Tomek, który zaczyna prosić Michała, Reksa i Bartka o pomoc w zatrzymaniu statku. Żeglarz Janek śmieje się z małych lokomotyw, ale te postanawiają działać. Wraz z Rysiem doprowadzają do odbicia statku z rąk podstępnego marynarza. Ten jednak ucieka Szyperem dalej wraz ze skarbem. Tomek dziękuje Rysiowi i małym lokomotywom za pomoc i jedzie dalej za uciekającym Żeglarzem.
Gdy zaczyna wschodzić słońce, pościg nadal trwa. Żeglarz próbuje uciec przed Tomkiem, a Szyper nie może go zatrzymać. Wkrótce okazuje się, że tory kończą się w wodzie. Tomek wpada do wody i nie może się ruszyć. Żeglarz Janek jest pewny, że uda mu się uciec ze skarbem. Szyper chce pomóc lokomotywie, ale marynarz grozi, że go zniszczy jeśli to zrobi. Nagle łódź zaczyna tonąć, gdyż skarb jest zbyt ciężki. Szyper proponuje żeglarzowi aby wyrzucił skrzynię do morza i ocalił swoje życie. Janek nie chce tego zrobić. Ostatecznie silne fale sprawiają, że marynarz wpada do wody wraz ze skarbem.
Chwilę później do portu przyjeżdża oddział ratunkowy. Policja aresztuje żeglarza Janka. Tomek zostaje wyciągnięty z wody. Jest przekonany, że zawiadowca znów będzie na niego zły. Tym razem tak nie jest. Okazuje się, że Rysio o wszystkim mu powiedział. Tomek mówi, że żałuje, że skarb przepadł, ale zawiadowca pociesza go, że dla niego największym skarbem są jego lokomotywy.
Wkrótce budowa nowej linii zostaje ukończona. Marianka ostatecznie dowiaduje się, że na wyspie Sodor jest dwóch Olków, lokomotywa i koparka. Tomek wraz z Anią i Klarą przyjeżdżają na otwarcie nowej linii. Zawiadowca ogłasza, że pociągi towarowe na nowej linii będzie ciągnął Rysio, a pociągi osobowe ktoś kto już jest na wyspie. Tomek nie chce opuszczać swojej linii, ale okazuje się, że kimś z wyspy, kto będzie obsługiwał ruch osobowy na nowej linii, będzie Dorotka, ich stara przyjaciółka. Zgromadzone lokomotywy udają się na pierwszą przejażdżkę po nowej linii. Szyper dostaje pracę w porcie w Arlesburgh przy wożeniu dzieci na swoim pokładzie. Nurkom z pomocą Kapitana udaje się odzyskać skarb.

## Głosu użyczyli

### Wersja angielska
- Mark Moraghan – narrator
- John Hasler – Tomek
- Keith Wickham – Edek, Henio, Gabryś, Kuba, Piotruś, Sylwek, Bartek, Bercia i Pan Szyneczka
- Rob Rackstraw – Tobik
- Steven Kynman – Kaczor i Jacek
- Joe Mills – Donald, Darek, Olek i Anatol
- Teresa Gallagher – Emilka, Dorotka, Marta, Ania i Klara
- Jonathan Broadbent – Wiluś i Benio
- David Bedella – Wiktor
- Eddie Redmayne – Rysio
- Olivia Colman – Marianka
- Tom Stourton – Reks
- Tim Whitnall – Michał i Olek
- Matt Wilkinson – Kamil
- Nathan Clarke – Alf
- Jamie Campbell Bower – Skiff
- John Hurt – Żeglarz Janek

### Wersja amerykańska
- Mark Moraghan – narrator
- Joseph May – Tomek
- William Hope – Edek i Tobik
- Kerry Shale – Henio, Gabryś i Kamil
- Rob Rackstraw – Kuba
- Christopher Ragland – Piotruś
- Steven Kynman – Kaczor
- Joe Mills – Donald, Darek, Olek i Anatol
- Jules de Jongh – Emilka
- Jonathan Broadbent – Wiluś i Benio
- David Bedella – Wiktor
- Eddie Redmayne – Rysio
- Teresa Gallagher – Dorotka, Ania i Klara
- Keith Wickham – Sylwek, Bartek, Bercia i Pan Szyneczka
- Olivia Colman – Marianka
- Tom Stourton – Reks
- Tim Whitnall – Michał i Olek
- David Menkin – Jacek
- Nathan Clarke – Alf
- Jamie Campbell Bower – Szyper
- Glenn Wrage – Karolek
- John Hurt – Żeglarz Janek

## Wersja polska

### Dubbing 1
Wersja polska: Start International Polska

Wystąpili:
- Stefan Knothe – Narrator
- Janusz Zadura – Tomek
- Mikołaj Klimek – Gruby Zawiadowca
- Cezary Kwieciński –
  - Henio,
  - Darek,
  - robotnik
- Waldemar Barwiński –
  - Kuba,
  - Edek,
  - Michał
- Sławomir Pacek –
  - Tobik,
  - Gabryś
- Zbigniew Konopka – Bosman
- Lidia Sadowa – Klara
- Agnieszka Kunikowska –
  - Ania,
  - Dorotka,
- Elżbieta Kijowska – Bercia
- Grzegorz Kwiecień –
  - koparka Olek,
  - Szyper
- Beata Wyrąbkiewicz – Marianka
- Piotr Bajtlik –
  - Olek,
  - Donald,
  - Karolek
- Paweł Ciołkosz –
  - Anatol,
  - Kamil
- Paweł Szczesny –
  - Wiktor,
  - robotnik
- Joanna Pach – Emilka
- Michał Podsiadło – Bartek
- Przemysław Stippa –
  - Reks,
  - Rysio
- Jakub Szydłowski –
  - żeglarz Janek,
  - Kaczor

i inni
Śpiewali: Adam Krylik, Waldemar Barwiński i inni

### Dubbing 2
Wersja polska: Telewizja Polska – TVP Kultura

Reżyseria: Barbara Sołtysik

Dialogi: Dorota Dziadkiewicz-Brewińska na podstawie tłumaczenia: Marii Wojciechowskiej

Realizacja dźwięku: Joanna Fidos

Montaż: Elżbieta Joel

Kierownictwo produkcji: Krystyna Dynarowska

Wystąpili:
- Jacek Sołtysiak – Parowóz Tomek
- Stefan Knothe –
  - Narrator,
  - Olek
- Zbigniew Waleryś – Darek
- Tomasz Czaplarski –
  - Donald,
  - Kaczor,
  - Bartek
- Krzysztof Strużycki –
  - Szyper,
  - Reks,
  - robotnik
- Mirosław Jękot – Tobik
- Wojtek Dmochowski –
  - żeglarz Janek,
  - Parowóz Edek,
  - Zaginiony Pirat,
  - Bosman
- Urszula Błasiak – Ania
- Grzegorz Feluś – Parowóz Rysio
- Michał Filipiak – Pan Dyrektor
- Piotr Piecha – koparka Olek

i inni
Wykonanie piosenki: Sylwia Wiśniewska, Kuba Badach, Wojciech Paszkowski, Tomasz Błasiak, Anna Gębalówna, Wojtek Dmochowski, Wojciech Kamiński i Stefan Każuro
Lektor tytułu filmu: Adam Biedrzycki

### Dubbing 3
Wystąpili:
- Janusz Zadura – Tomek
- Wojciech Chorąży – Edek
- Przemysław Glapiński – Gruby Zawiadowca
- Jakub Szydłowski – żeglarz Janek
- Sławomir Pacek – Gabryś
- Ryszard Olesiński –
  - Kaczor,
  - Michał
- Wojciech Duryasz – Narrator
- Waldemar Barwiński – Kuba

oraz:
- Maksymilian Michasiów – Henio
- Zbigniew Konopka –
  - Bosman,
  - Tobik
- Agnieszka Kunikowska – Ania
- Katarzyna Tatarak –
  - Dorotka,
  - Klara
- Michał Podsiadło –
  - Anatol,
  - Donald,
  - robotnik
- Paweł Szczesny – Wiktor
- Paulina Laszuk –
  - Bercia,
  - Marianka
- Robert Czebotar –
  - koparka Olek,
  - robotnik,
  - Darek
- Klaudiusz Kaufmann – Karolek
- Artur Kaczmarski –
  - Kamil,
  - Bartek,
  - Szyper
- Jacek Kopczyński – Reks
- i Tomasz Marzecki – Rysio

Wykonanie piosenki:
- ,,Nie śmiej się z tych małych parowozów”: Krzysztof Pietrzak, Krzysztof Kiljański, Wojciech Paszkowski, Sebastian Machalski, Karol Kwiatkowski, Marcin Kindla, Marcin Franc i Stefan Każuro
- ,,Dobrana z nas drużyna”: Krzysztof Pietrzak, Krzysztof Kiljański, Wojciech Paszkowski, Sebastian Machalski, Karol Kwiatkowski, Marcin Kindla, Marcin Franc i Stefan Każuro
- ,,Nie śmiej się z tych małych parowozów” (Napisy Końcowe): Krzysztof Pietrzak, Krzysztof Kiljański, Wojciech Paszkowski, Sebastian Machalski, Karol Kwiatkowski, Marcin Kindla, Marcin Franc i Stefan Każuro

Tekst piosenki: Marek Robaczewski

Reżyseria: Artur Kaczmarski

Dialogi polskie: Kamila Klimas-Przybysz

Kierownictwo produkcji: Aleksandra Furmanowicz

Dźwięk i montaż: Michał Skarżyński

Opracowanie wersji polskiej: Start International Polska

Lektor: Tomasz Kozłowicz

### Dubbing 4
Opracowanie wersji polskiej: Studio Sonica na zlecenie Canal+

Reżyseria: Michał Konarski

Dialogi: Jakub Kowalczyk

Dźwięk i montaż: Maciej Brzeziński

Kierownictwo produkcji: Helena Siemińska

Udział wzięli:
- Janusz Zadura – Tomek
- Sławomir Pacek –
  - Tobik,
  - Janek,
  - Gabryś,
  - Bosman
- Agnieszka Kudelska –
  - Dorotka,
  - Ania,
  - Bercia,
  - Marianka,
  - Emilka,
  - Klara
- Przemysław Bluszcz –
  - Sir Topham Hatt,
  - Kuba,
  - Różne głosy
- i Stefan Knothe – Narrator

Wykonanie piosenek:
- Christos Topoulos

i inni
Lektor tytułu: Mateusz Kwiecień
Lektor tyłówki: Grzegorz Wojdon

### Dubbing 5
Opracowanie wersji polskiej: TransPerfect Media Poland na zlecenie TVP ABC

Dźwięk i montaż: Łukasz Fober

Kierownictwo produkcji: Aleksandra Furmanowicz

Reżyseria: Jan Aleksandrowicz-Krasko

Dialogi na podstawie tłumaczenia: Zuzanny Chojeckiej – Michał Wojnarowski

Wystąpili:
- Janusz Zadura – Tomek
- Cezary Kwieciński – Henio
- Sławomir Pacek – Gabryś
- Przemysław Nikiel – Szef Tomka
- Jarosław Domin – Różne postacie
- Wojciech Urbański –
  - Karolek,
  - Bartek
- Adam Cywka – Szyper

oraz:
- Krzysztof Rogucki – Różne postacie
- Waldemar Barwiński –
  - Kuba,
  - Edek
- Piotr Gulbierz – Różne postacie

W pozostałych rolach:
- Jacek Braciak – robotnik
- Cezary Morawski – Kaczor
- Stefan Knothe –
  - Narrator,
  - Olek,
  - Wiktor
- Bartosz Wesołowski – robotnik
- Modest Ruciński – Darek
- Robert Czebotar – koparka Olek
- Aleksander Mikołajczak –
  - żeglarz Janek,
  - Różne postacie,
  - Różne głosy,
  - Anatol
- Artur Pontek – Kamil
- Elżbieta Kijowska –
  - Klara,
  - Dorotka
- Jacek Kopczyński –
  - Reks,
  - Donald
- Tomasz Marzecki – Rysio
- Ewa Serwa – Klara
- Agnieszka Kunikowska – Ania
- Elżbieta Bednarek – Emilka
- Zbigniew Konopka –
  - Bosman,
  - Tobik
- Beata Wyrąbkiewicz – Marianka

i inni
Lektor:
- Mateusz Kwiecień,
- Krzysztof Plewako (piosenki)